# ドラブル (小惑星)
ドラブル (22725 Drabble) は、小惑星帯に位置する小惑星である。ローウェル天文台の地球近傍小惑星サーベイ (Lowell Observatory Near-Earth Object Search :LONEOS) で発見された。
イギリスの女性作家、英文学者、文芸評論家、マーガレット・ドラブルに因んで名付けられた。